# Villa Belliard
La villa Belliard est une voie du 18e arrondissement de Paris, en France.

## Situation et accès
La villa Belliard est une voie publique située dans le 18e arrondissement de Paris. Elle débute au 12 passage Daunay et se termine au 189 rue Belliard.

## Origine du nom

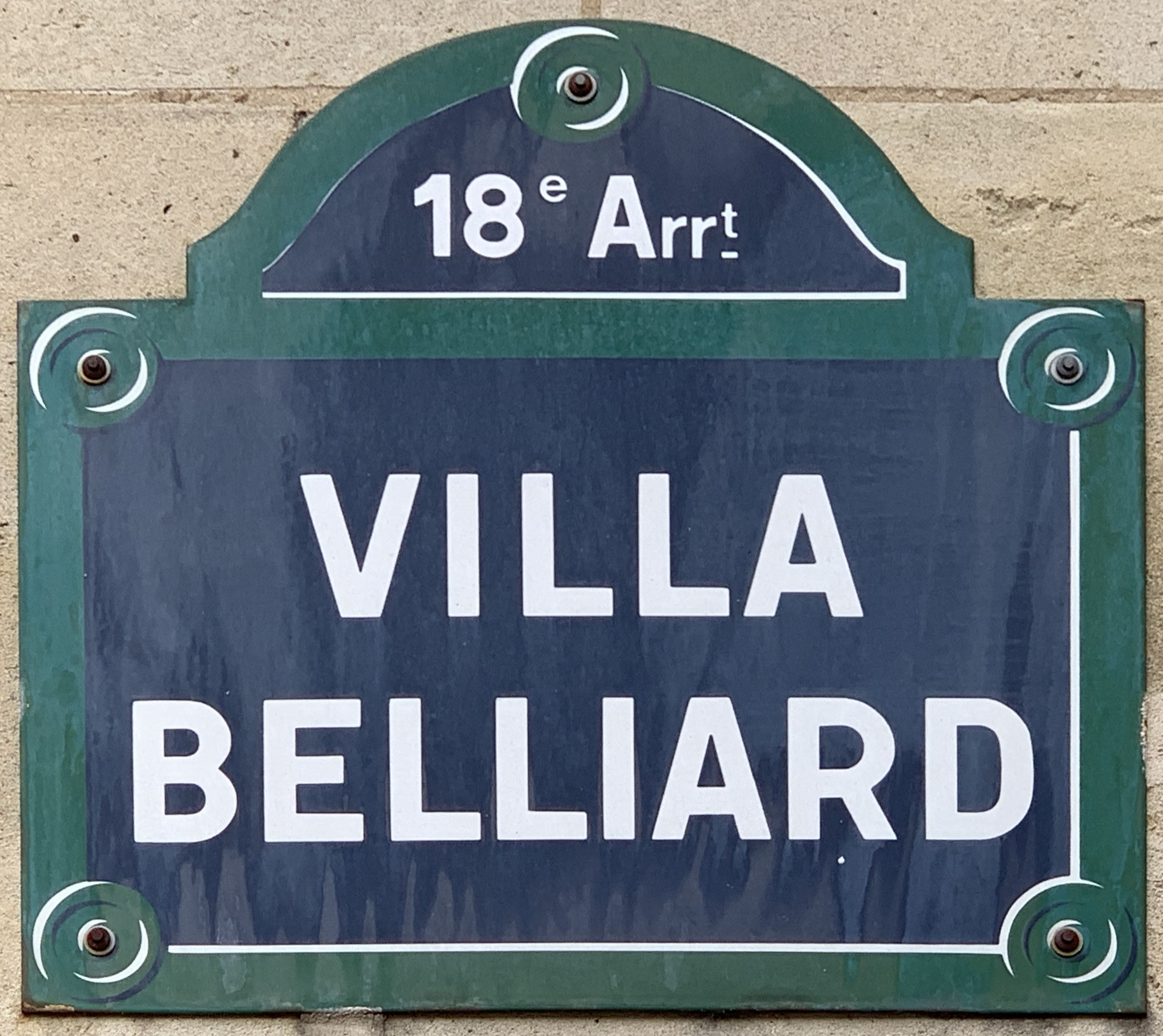
Plaque de la voie.

La voie porte le nom du comte Augustin Daniel Belliard (1769-1832), général de cavalerie, défenseur du quartier en 1814.

## Historique
Cette voie est ouverte sous sa dénomination actuelle en 1907 puis est classée dans la voirie parisienne par un arrêté municipal du 29 juin 1993.